# 무사 아만
무사 아만(말레이어: Musa Aman)은 말레이시아의 정치인으로, 현재 사바 주의 제14대 주수상이다. 그는 또한 통일말레이국민조직UMNO의 사바 주 의장이기도 하다. 동생인 아니파흐 아만은 외무부 장관이다.

## 약력
1951년 사바에서 태어났으며, 뷰포트의 세인트 폴(St. Paul) 초등학교에서 수학했다. 코타키나발루의 올 세인츠(All Saints)에서 중등교육을 받았고 사바대학교에서 수학하기도 했다. 제3기 교육에 주력하기도 했으며 호주 퍼스의 에디트 코원(Edith Cowan)대학을 다녔다.

## 사업
초등학생 시절부터 사업에 관심을 갖기 시작했으며, 1973년에는 산다칸의 사업계에서 활동하는 데 주력했다.

## 정치 활동
1992년 3월 8일부터 정치 활동을 시작했다. 1995년 3월 7일 사바재단의 이사장이 되었으나, 1999년 3월 총선에 출마하기 위해 사임했다.
2001년 3월 27일 사바의 재정부 장관이 되었다.
2003년 3월 27일, 사바의 주수상이 되었다.